# Bert Bushnell
Bertram Herbert Thomas „Bert” Bushnell (ur. 3 września 1921 w Wargrave, zm. 10 stycznia 2010 w Reading) – brytyjski wioślarz, mistrz olimpijski.
Kształcił się w Henley Grammar School. Jego rodzina posiadała własną stocznię w Wargrave, jednak on pracował w John I. Thornycroft & Company - firmie zajmującej się projektowaniem, budową i remontami jednostek pływających. W trakcie II wojny światowej służył na kutrze torpedowym, brał między innymi udział w Operacji Dynamo. Dosłużył się stopnia starszego bosmana.
Po wojnie wygrał wyścig Wingfield Sculls w 1947 roku. W zimie tego roku ścigał się w Ameryce Południowej, gdzie był niepokonany. Wtedy też spotkał się z prezydentem Argentyny, Juanem Perónem i jego żoną, Evą.
Następnie wystartował na igrzyskach olimpijskich w Londynie w 1948, gdzie wspólnie z Richardem Burnellem wywalczył złoty medal w dwójkach podwójnych. W finale o 4 sekundy wyprzedzili Duńczyków, a o 21,1 sekundy pokonali osadę Urugwaju. Był to jego jedyny występ olimpijski. 
Po turnieju olimpijskim zrezygnował z kariery sportowej i powrócił do pracy w rodzinnym biznesie, został też przewodniczącym British Hire Cruiser Federation. Był żonaty, para doczekała się trzech córek. Po przejściu na emeryturę zamieszkał w Portugalii, ale po śmierci żony powrócił do Wielkiej Brytanii, gdzie zmarł. W chwili śmierci był jedynym żyjącym brytyjskim mistrzem olimpijskim z 1948 roku.